# Kanton Gorges de l'Allier-Gévaudan
 Gorges de l'Allier-Gévaudan  is een kanton van het Franse departement Haute-Loire. Het kanton maakt deel uit van het arrondissement  Brioude .

In 2019 telde het 13.225 inwoners.

Het kanton werd gevormd ingevolge het decreet van 17 februari 2014 met uitwerking op 22 maart 2015, met Langeac als hoofdplaats.

## Gemeenten
Het kanton omvatte bij zijn oprichting 28 gemeenten.
Op 1 januari 2016 werden de gemeenten Esplantas en Vazeilles-près-Saugues samengevoegd tot de fusiegemeente ( commune nouvelle) Esplantas-Vazeilles en werd de gemeente Croisances toegveoegd aan de gemeente Thoras die daardoor het statuut van commune nouvelle kreeg.
Sindsdien omvat het kanton volgende gemeenten :
- Auvers
- La Besseyre-Saint-Mary
- Chanaleilles
- Chanteuges
- Charraix
- Chazelles
- Cubelles
- Desges
- Esplantas-Vazeilles
- Grèzes
- Langeac
- Monistrol-d'Allier
- Pébrac
- Pinols
- Prades
- Saint-Arcons-d'Allier
- Saint-Bérain
- Saint-Christophe-d'Allier
- Saint-Julien-des-Chazes
- Saint-Préjet-d'Allier
- Saint-Vénérand
- Saugues
- Siaugues-Sainte-Marie
- Tailhac
- Thoras
- Venteuges